# Lagocephalus sceleratus
Espèce
Synonymes
- Fugu sceleratus (Gmelin, 1789)
- Gastrophysis sceleratus (Gmelin, 1789)
- Gastrophysus sceleratus (Gmelin, 1789)
- Gastrophysus scleratus (Gmelin, 1789)
- Lagocephalus scleratus (Gmelin, 1789)
- Pleudranacanthus sceleratus (Gmelin, 1789)
- Pleuranacanthus sceleratus (Gmelin, 1789)
- Spheroides sceleratus (Gmelin, 1789)
- Sphoeroides sceleratus (Gmelin, 1789)
- Sphoeroides scleratus (Gmelin, 1789)
- Tetraodon bicolor (Brevoort, 1856)
- Tetraodon blochii (Castelnau, 1861)
- Tetrodon sceleratus (Gmelin, 1789)

Statut de conservation UICN

 LC  : Préoccupation mineure
Lagocephalus sceleratus (Gmelin, 1789), connu sous les noms vernaculaires de poisson-ballon
ou de ballon à bande argentée ou à bandes argentées,, de poisson-coffre, et de poisson-lapin, est un poisson osseux d'eau salée appartenant à la famille des Tetraodontidés.

## Habitat et répartition
Il s'agit d'une espèce très répandue dans les zones tropicales et équatoriales des océans Indien et Pacifique. Ce poisson vit dans les eaux libres près des fonds rocheux, même très près du rivage, mais il a été pêché jusqu'à 250 mètres de profondeur (dans la mer Rouge). 
Par une migration lessepsienne, elle est passée de la mer Rouge à la Méditerranée orientale par le canal de Suez. Après avoir fréquenté les eaux côtières d'Israël, du sud de la Turquie et de l'île de Rhodes, l'animal était pêché pour la première fois dans les eaux côtières de l'île de Lampedusa à la fin de 2013. Un exemplaire a été pêché dans le golfe d'Orosei, en Sardaigne, en janvier 2015 et identifié par les techniciens de l'aquarium de Cala Gonone. Ce poisson a aussi été observé par des chercheurs croates en Adriatique. Un spécimen a également été pêché en France, à Gruissan (Aude), dans l'été 2014. Cette espèce est donc considérée comme invasive en Méditerranée, et figure sur la « Liste noire des espèces envahissantes dans le milieu marin » de Méditerranée de l'UICN.
Un spécimen a été trouvé vivant sur une plage de Belle-Île en Bretagne le 19 août 2019 puis remis à l'eau.

## Description

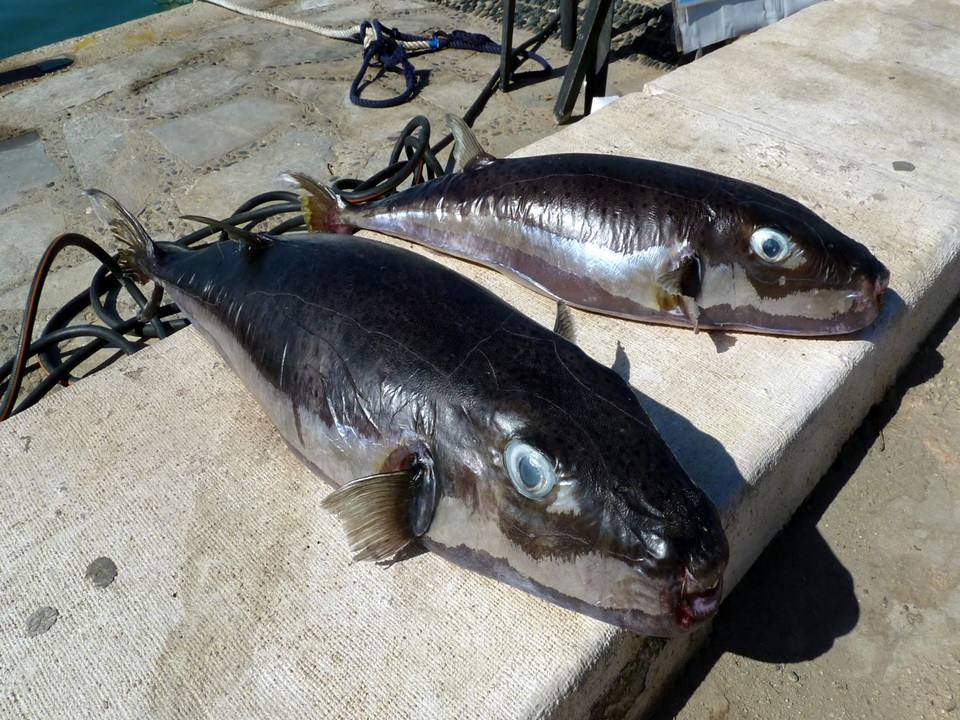
Lagocephalus sceleratus.

Le poisson ressemble beaucoup au Lagocephalus lagocephalus (it), mais est plus élancé et est doté d'une nageoire caudale symétrique. Il a aussi la capacité d'avaler de l'eau pour se gonfler lorsqu’il est effrayé.
Il a un dos gris ou brun à pois foncés et un ventre blanc. Une bande argentée large et voyante orne ses flancs.
Il mesure jusqu'à 40 centimètres.

## Alimentation
L'espèce se nourrit d'invertébrés benthiques.

## Reproduction
Les œufs et les larves se trouvent dans la zone pélagique.

## Danger pour l'être humain
Le ballon à bandes argentées est un poisson toxique : certaines parties de ce poisson contiennent en effet une substance (la tétrodotoxine) qui provoque la paralysie respiratoire et cause des problèmes de circulation sanguine. Il y a eu des cas d'intoxication mortelle par ingestion en Égypte et en Israël.